# Halo 4
『Halo 4 』（ヘイローフォー）は、マイクロソフトより発売されたXbox 360用のゲームソフトである。本作の開発はシリーズ本編では初めて343 Industriesが手がける。
本作はHALOシリーズ本編としては『Halo 3』以来5年振りの作品となり、シリーズ本編の4作目にして、新編「リクレイマー・サーガ」の序章となることが発表されている。
キャッチコピーは「An Ancient Evil Awakens（いにしえの悪が目覚める）」。

## 概要
本作では、前作までの開発スタジオであるBungieから、マイクロソフトゲームスタジオ内の343 Industiresへと開発が移行した。なお、343 IndustriesはHALOシリーズ制作のために新設されたスタジオであり、ディレクターのフランク・オコナーを始めとしてBungie studioで本シリーズに携わっていたスタッフも多数在籍している。
ゲーム内容としては通常のキャンペーンモードの他に、オンラインまたはオフラインで楽しむマルチプレイヤーモードに加え、「Spartan Ops」モードが用意されている。
「Spartan Ops」モードでは無料で配信される連続した短編シナリオをCo-opでプレイでき、それによって本編のストーリーも補完される予定だった（2015年現在、未完のまま）。
本作は通常版の他にリミテッドエディションが用意されており、マップパックのダウンロード権や実写で世界観を再現した『Halo 4: Forward Unto Dawn』などが収録されている。

## あらすじ
戦いを終え、破壊された船内でAIである相棒・コルタナに見守られコールドスリープに入ったマスターチーフ。4年間の眠りから目覚めた彼は、コルタナの悲痛な呼びかけを耳にする。フォアランナーが建造した人工惑星「レクイエム」、見えざる力に引き寄せられた新造戦艦・UNSCインフィニティ、そして遭遇する未知の敵プロメシアン…人類を巻き込んだ新たな戦いが始まろうとしていた。

## War Games
本作のマルチプレイヤーモードは「War Game」と呼称されており、新造戦艦UNSCインフィニティ内での軍事演習という体裁をとっている。
出撃時に武装や能力を選択できるロードアウト機能や、特殊能力であるアーマーアビリティ、ポイントで購入する各種要素など、従来作にも増して個々のカスタマイズ性が拡充されている。

## Spartan Ops
エピソード形式で配信される無料のコンテンツ。毎週15分×5本程度の短編ミッションを配信するとしており、ミッションはCo-opでプレイする事も可能。
好評であればTVドラマのシーズンのように長期間の配信も予定だった（2015年現在、未完のまま）

## サウンド・トラック
前作までオーディオ全般を担当していたMartin O'Dnnellに代わり、マッシヴ・アタックのプロデュース等で活躍するニール・ダヴィッジが作曲を担当する。また、オーディオディレクターはメタルギアソリッドシリーズを手がけてきた戸島壮太郎。

## 声優変更問題
HALOシリーズは初代作品より主人公とヒロインAIの日本語吹き替え声優を『Halo: Combat Evolved』からマスターチーフは谷昌樹が、コルタナは小池亜希子が担当してきたが、『Halo 4』より、マスターチーフは小山力也に、コルタナは藤村歩に変更されている。「343 Industries」でオーディオディレクターを務める戸島壮太郎の一存によってシリーズを支えてきた声優の変更がなされたが、シリーズファンが反発し署名問題にまで繋がった。
なお、日本語版の声優は上記の通り変更されたが、本国の声優の変更はなかった。